# Bataille de Syrte (2011)
Pour les articles homonymes, voir bataille de Syrte.
Guerre civile libyenne
Batailles
- 1re Benghazi
- El Beïda
- Derna
- 1re Tripoli
- Misrata
- 1re Zaouïa
- Djebel Nefoussa (1re Dehiba
- 2e Dehiba
- Gharyan)
- 1re Brega
- 1re Ras Lanouf
- 1re Ben Jawad
- 2e Ras Lanouf
- 2e Brega
- 1re Ajdabiya
- 2e Benghazi
- 2e Ajdabiya
- 1re golfe de Syrte
- 3e Brega
- Al Jawf
- Front de Misrata (Zliten
- Tawarga
- 2e Zaouïa
- 4e Brega
- Fezzan
- Birak)
- 5e Brega
- 3e Zaouïa
- 2e Tripoli
- 2e Sebha
- 2e golfe de Syrte (Syrte)
- Offensive de Bani Walid (Tarhounah - Bani Walid)

- Intervention militaire de l’OTAN
- Opération Ellamy (Royaume-Uni)
- Opération Harmattan (France)
- Opération Odyssey Dawn (États-Unis)
- Opération Mobile (Canada)

La bataille de Syrte se déroule entre le 15 septembre et le 20 octobre 2011 lors de la guerre civile libyenne. Il s'agit de la dernière offensive des rebelles du conflit, menée pour prendre le contrôle de la ville de Syrte, l'ultime bastion de Mouammar Kadhafi.

## Contexte
Après la chute de Tripoli aux mains du CNT, des pourparlers auraient lieu entre les rebelles et les tribus locales, afin d'obtenir une reddition pacifique de Syrte,. Dans la nuit du 25 au 26 août, des bombardiers britanniques de l'OTAN ont pris pour cible le quartier général des forces Kadhafistes dans la ville ; ces frappes aériennes se sont poursuivies dans la journée du 26 août. Selon les rebelles, Ben Giauad également bombardée la veille, serait tombée le 28 août, permettant à ces derniers de se rapprocher encore de Syrte dont ils ne seraient plus qu'à 100 km, tandis les troupes venant de Misrata seraient elles, à 30 km de la ville.
Le 29 août au soir, les insurgés bivouaquant à Nofilia et Umr Gandil, envoient des unités de reconnaissance jusqu'à la Vallée Rouge (ou Wadi al Hammar), relief légèrement escarpé, tenu par les kadhafistes, et constituant la dernière barrière naturelle avant Syrte dont elle distante d'environ 70 km. Finalement, la vallée tombe sous leur contrôle le 8 septembre, ouvrant ainsi la route de Syrte par l'est sans obstacle majeur.

## Déroulement
Le 15 septembre, les forces du CNT (celles venant notamment de Misrata) pénètrent dans la ville, mais rencontrent pendant plusieurs jours une résistance opiniâtre, voire désespérée, de la part des troupes embusquées et lourdement armées de Moatassem Kadhafi, fils du colonel en fuite. L'OTAN annonce le 29 septembre avoir effectué 150 sorties aérienne et traité plus de 50 objectifs sur la seule semaine passée, mais la rébellion ne parvient toujours pas à prendre position dans le centre-ville.
Le 20 septembre, les forces rebelles atteignent l'Est de Syrte, ce qui met la ville en état de siège.
Le 9 octobre 2011, après avoir progressé au sein de la cité, malgré des combats intenses et meurtriers, les rebelles prennent le contrôle de l'université de la ville, ainsi que du centre de conférence Ouagadougou, deux points stratégiques majeurs tenus jusqu'ici par les forces khadafistes.
Le 20 octobre 2011, la ville tombe définitivement sous le contrôle de la rébellion après l'assaut final contre les dernières poches de résistance. L'ancien dictateur libyen, cherchant à fuir sa ville natale dans laquelle il s'était retranché après sa chute, est tué le jour même après l'attaque de son convoi. Le même jour, un commandant militaire du CNT annonce que ses hommes ont retrouvé le cadavre de Moatassem Kadhafi, ainsi que celui du ministre de la défense Abou Bakr Younès Jaber.